# コンプレックス・ラバーズ
『コンプレックス・ラバーズ』は、監督山本清史による2011年の日本映画。

## キャスト
- 渡辺ケンタ - 高宮航太
- 平野舞 - 土浦香澄
- 原宿ゴリラ - 本庄アキラ

## スタッフ
- 監督・編集：山本清史
- 脚本:伊藤菜穂
- プロデューサー：廣瀬裕二